# Benitorafe
Benitorafe es una localidad y pedanía española perteneciente al municipio de Tahal, en la provincia de Almería, comunidad autónoma de Andalucía, incluida por tanto en la comarca de Los Filabres-Tabernas. Esta pedanía se encuentra muy próxima a la carretera A-349 y a menos de un kilómetro de la cabecera municipal, siendo sus coordenadas geográficas 37º 14' 22" N y 2º 17' 25" O. Tiene 37 habitantes (INE, año 2022).

## Demografía
| Gráfica de evolución demográfica de Benitorafe entre 1857 y 1860 |
| |
| Población de derecho según los censos de población del INE. Población de hecho según los censos de población del INE.Entre el censo de 1857 y el anterior, aparece este municipio porque se segrega del municipio 04090 (Tahal). Entre el censo de 1877 y el anterior, este municipio desaparece porque se integra en el municipio 04090 (Tahal). |

Datos de población de los últimos años, según el INE español:
Es la segunda población del municipio de Tahal en cuanto a número de habitantes.
| Gráfica de evolución demográfica de Benitorafe entre 2000 y 2022 |
|                                                                  |
| Datos según el nomenclátor publicado por el INE.                 |